# François Guiguet
François Joseph Guiguet (Corbelin, 8 gennaio 1860 – Corbelin, 3 settembre 1937) è stato un pittore francese.

## Biografia

### Giovinezza e studi
François Guiguet (pron. Ghighé) nacque in piccolo borgo di campagna del Delfinato. Suo padre, Joseph Guiguet, era falegname e sua madre, Marie Garnier, una semplice donna di casa che diede alla luce 12 figli. François era il quinto.
La scuola elementare del paese lo ebbe come allievo, mentre suo padre gli insegnava il suo mestiere pensando di farne un buon falegname. Ma François aveva un altro destino: assai presto la sua vocazione artistica si rivelò e quegli anni di infanzia e di giovinezza, benché trascorsi fra i campi e il legname, videro nascere la sua passione per il disegno e la sua sensibilità per l'arte, senza che nulla del suo ambiente rurale riuscisse ad ostacolarle.
Nel 1876 il dottor Gauthier, medico di famiglia, venne nella casa dei Guiguet per una visita e rimase colpito per la straordinaria qualità dei disegni di quel ragazzo sedicenne. Consigliò allora ai genitori di sentire il parere del pittore Auguste Ravier (1814-1895) che stava trascorrendo un periodo di vacanze a Morestel, un villaggio vicino, prima di tornare nel suo atelier parigino.

Costui era un uomo solitario, allievo e amico di Jean-Baptiste Camille Corot (1796-1875), e che aveva a lungo frequentato i pittori della Scuola di Barbizon.
Dai suoi paesaggi sembrava emanare una malinconica solitudine, illuminata da un ultimo sole. 
Ravier aveva 62 anni e colse subito nei lavori del giovane Guiguet un indiscutibile talento. Durante 3 anni gli impartì dei preziosi quanto fondamentali insegnamenti: come usare i vari attrezzi per il disegno, l'uso e i vantaggi dei pastelli per ottenere effetti rapidi e luminosi, il rispetto dei valori e infine la tecnica della pittura ad olio. Questa particolare "scuola" permise comunque a Guiguet di arrivare ben preparato alla "Scuola di belle arti" di Lione.
Nel 1879, secondo le raccomandazioni di Ravier, Guiguet fu assegnato alla classe di Michel Dumas (1812-1885), che era stato nominato professore l'anno prima. Dumas era stato allievo di Ingres, con il quale aveva trascorso 16 anni in Italia, ed era un fedele custode della visione artistica del suo maestro. Specialista dei soggetti religiosi e delle grandi decorazioni murali delle chiese, Dumas rispettò i gusti di Guiguet e lo convinse della necessità di esprimersi sempre attraverso il disegno puro, mentre gli insegnava i canoni della pittura decorativa classica e, complessivamente, l'organizzazione del lavoro.
Sostenuto da Édouard Aynard (Direttore della Commissione Amministrativa dei Musei) e da Antonin Dubost, deputato dell'Isère, Guiguet si trasferì a Parigi per completare i suoi studi all'École des Beaux-Arts e fu assegnato alla classe di Alexandre Cabanel. Guiguet ebbe così l'occasione di conoscere e di frequentare diversi artisti famosi dell'ambiente parigino,  fece amicizia con Pierre Puvis de Chavannes, Edgar Degas, Félix Thiollier e Luigi Chialiva, che gli svelò le tecniche di pittura dei maestri del passato. Grazie a questi contatti e ai preziosi insegnamenti che ne riceveva, Guiguet venne formando una sua precisa personalità che permette di riconoscere subito le sue opere.

### Maturità e fine
Debuttò al "Salon" nel 1885 con la tela "Le Retour du jeune Tobie" e da quel momento iniziò la sua carriera di artista a Parigi, ma tornò spesso alla sua terra natale, nel Delfinato, alla quale rimase sempre molto affezionato. Espose frequentemente al Salon di Parigi e a Lione, ma anche all'estero: in Germania, in Inghilterra, negli Stati Uniti e nell'Isola della Réunion. Fu apprezzato come ritrattista, paesaggista e disegnatore. Numerose sono le sue stampe. 

Nel 1910 fu decorato con la Legion d'honneur.
 Dal 1914 i suoi soggiorni a Corbelin divennero sempre più lunghi, finché il 3 settembre del 1937 François Guiguet si spense nella casa che lo aveva visto nascere. Aveva vissuto 77 anni.
La carriera di Guiguet non fu illuminata da esaltanti successi, né egli godette di una particolare fama. L'intimismo della sua arte era anche un significativo riflesso della sua vita semplice e chiusa nei suoi affetti e nella sua interiore sensibilità. Oggi se ne riscopre il valore.

### L'arte di Guiguet
François Guiguet, pittore intimista e ritrattista, fu un maestro della rappresentazione dell'infanzia, delle donne, degli sguardi e dell'esistenza quotidiana colta nelle sue espressioni più semplici, ma significative e a volte nascoste. Trovò sempre spunti di ispirazione nella sua casa natale di Corbelin, dove tornava regolarmente. Fu un pittore della vita, nelle sue più immediate e spesso sfuggenti espressioni, che egli fu in grado di esprimere sulla tela con precisione e realismo. Eccellente disegnatore, Guiguet riuscì a cogliere tutta la sensibilità dei visi dei bambini e delle donne, che seppe rendere nei suoi lavori in tutta la semplicità delle loro manifestazioni nello scorrere della vita quotidiana.
Il Museo comunale "François Guiguet" a Corbelin beneficiò di una sua donazione, costituita da 78 quadri a olio, 13 acquarelli e oltre 3500 disegni dell'artista. L'esposizione di questi lavori fu inaugurata il 1º luglio del 1989 e poi cessata nel 2011.

## Opere
(Elenco parziale)
- Giovinetta che lavora all'uncinetto, 1900 - Museo d'Orsay, Parigi
- Testa di bambino, Museo d'Orsay, Parigi
- Ragazza che suona il violino, 1914 - (Collezione privata)
- Bambina, Museo Léon-Dierx,  Saint Denis de la Réunion
- Madre e figlia, 1906 - Museo Paul Dini. Villefranche-sur-Saône
- Indolenza (stampa), ca.1913 - Museo di Troyes
- Interno, 1898 - Museo di Grenoble
- Ritratto di ragazza, 1931 - Museo di belle arti di Lione
- Ritratto di ragazzo con una bustina da soldato, 1914 - Museo di belle arti di Lione
- Ritratto di Miss R.R., 1905 - Museo di Grenoble
- Tenerezza infantile, Museo di belle arti di Lione
- Bambino con la bottiglia, (stampa), ca.1911 - Museo di archeologia e scienze naturali di Troyes
- Bambino con la balestra, Museo di Troyes
- La sarta
- Ritratto di M.me G., 1918
- Due nudi di donna, 1908
- Autoritratto, 1886
- Ritratto di uomo, 1886
- Il fabbro
- Ritratto di donna, 1922
- Marie Guiguet bambina
- Marie cuce presso la finestra
- La sbucciatura delle patate
- Al lavatoio
- Jeanne appoggiata sui gomiti
- Disegni vari, conservati nel dipartimento di Arti grafiche del Museo del Louvre

## Galleria d'immagini

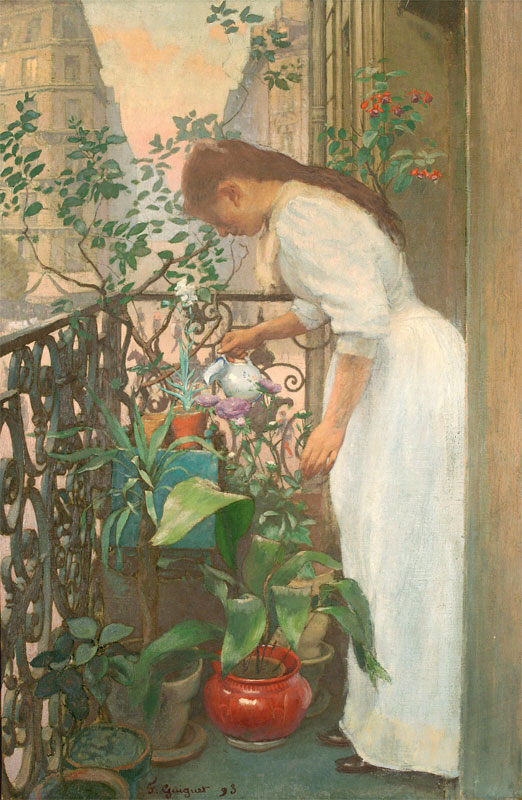
Sul balcone
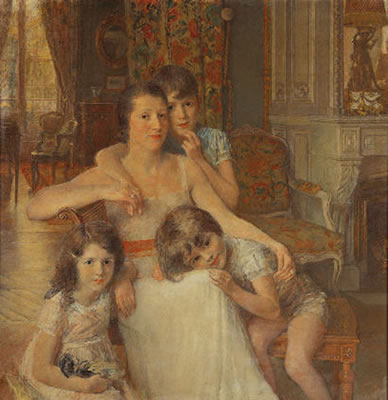
La signora con i figli
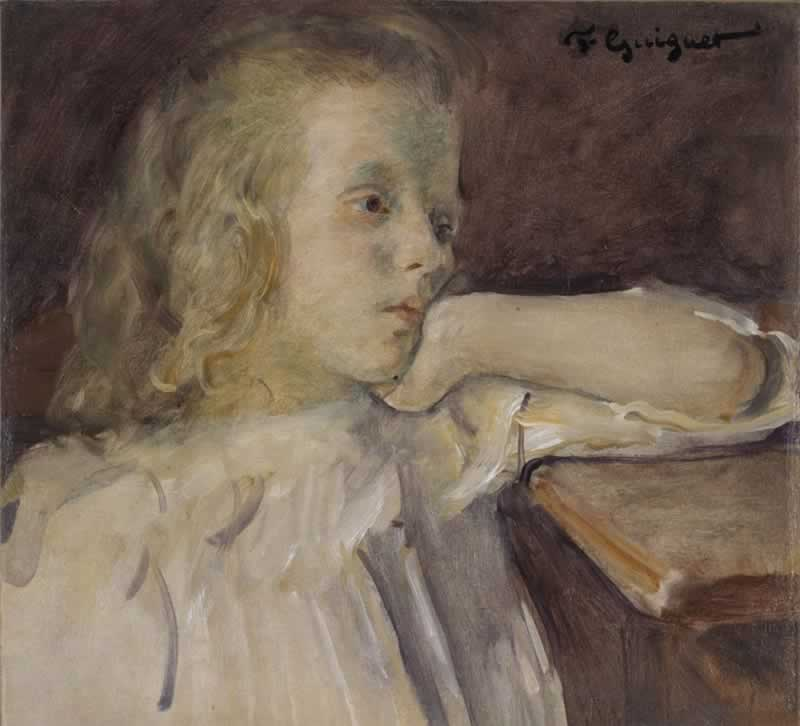
Bambina
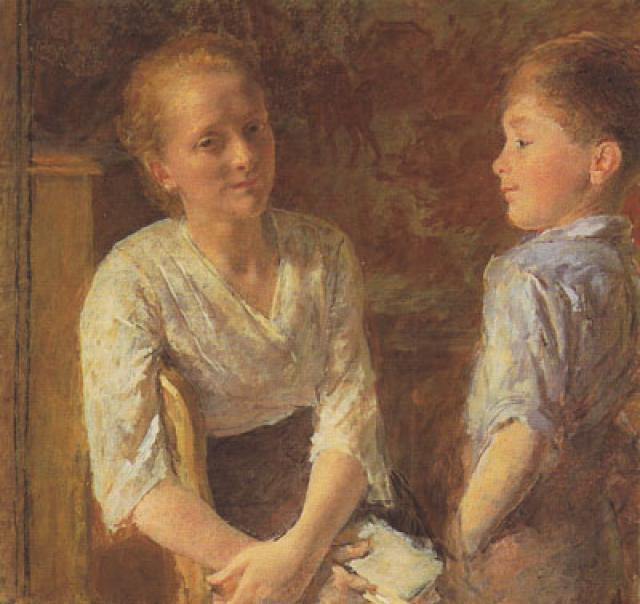
Maria